# Aechmea maasii
Aechmea maasii là một loài thực vật có hoa trong họ Bromeliaceae. Loài này được Gouda & W.Till mô tả khoa học đầu tiên năm 1997.